# 光滑龍紋鱝
光滑龍紋鱝（學名：Rhynchobatus laevis），又稱光滑尖犁頭鰩，俗名飯匙鯊、魴仔，為軟骨魚綱犁頭鰩目圓犁頭鰩科尖犁頭鰩屬的其中一種，被IUCN列為極危保育類動物，分布於印度西太平洋，從阿曼至日本海域，深度0至60公尺，本魚體型呈三角形，長度大於寬度，噴水孔位於眼之近後方，尾部與軀幹部不易區分，外形介於鯊類與鱝類之間，背鰭2個，體上部呈灰色或褐色，每側有4-5排白色斑點；每個胸鰭上方都有一個黑點，周圍有數個較小的白點，體長可達270公分，體重可達240公斤，棲息於河口及淺水海灣，為底棲性魚類，肉食性，卵胎生，生活習性不明。